# 18세기 문학
18세기 문학은 18세기 동안 제작된 세계 문학을 의미한다.

## 프랑스
17세기에 완성의 영역에 도달한 고전주의 문학 전통은 18세기에 계승되어 내려온다. 가령 마리보의 여러 작품과 몽테스키외와 볼테르의 간결한 문체, 그리고 후자의 비극작품 등은 그 영향 아래에 있는 것이다. 그러나 18세기 고전주의는 17세기와 상이한 점이 꽤 많이 나타나고 또 전 세기의 수준을 능가하는 작품도 나오지 않았기에 의고전주의(擬古典主義)라 말한다.
한편 이 세기에는 고전주의에 대체할 새로운 문학도 생겨났다. 절대 왕권제도를 확립하고 고전주의 문학의 비호자이기도 했던 루이 14세가 1715년에 죽은 후에는 비교적 자유스런 분위기를 이루어 신흥 부르주아 계급이 대두하였고, 국제교류도 빈번하게 되어 지배계급에 대한 비판도 점차로 대담해지기 시작하였다. 특히 과학의 진보가 이성주의와 일반적인 진보의 사상을 재촉하였으나 이 징조는 이미 전 세기 말의 ‘신구 논쟁’에서도 찾아볼 수 있다. 베르사유 궁정을 중심으로 해서 번영하여 질서·균형·절도를 중히 여긴 고전주의 문학은 시대의 요구를 감당해 낼 수 없게 되었다. 데카르트와 스피노자의 회의(懷疑)를 알고, 뉴턴의 과학과 로크의 경험주의를 배운 작가들은 ‘이성(理性)’과 ‘진보’를 모토로하여 문학 속에서 절대왕정과 카톨릭 교회에 대한 비판을 가하기 시작하였고 일부는 유물론이나 무신론에까지 줄달음을 쳐갔다. 이른바 계몽(啓蒙)사상과 계몽문학이 개화(開化)한 것이다. 이러한 움직임들은 특히 18세기의 후반에 더욱 철저하다. 그들을 철학자라 부르고 있지만 형이상학적 사색이나 연구에 몰두하는 사람을 의미 하지는 않으며 정치·경제·종교·과학 등 다방면에 관심을 가진 행동적인 문학자를 가리키고 있다. 디드로와 달랑베르가 편집한 <백과전서>는 이러한 계몽적 동향의 일대 기념비이다. 그들의 노력은 직접적인 것은 아니었으나 프랑스 혁명에 의한 구(舊)제도 타파의 원동력이 되었다.
또 한편 이 세기에는 인간의 정열과 감수성을 존중하는 문학도 나왔다. 세기 전반에 프레보는 일찍이 정열적인 소설을 썼으며, 후반에는 유물론자 디드로가 한편에서 감수성을 예찬했고 루소의 연애소설은 독자의 열광적인 환영을 받아 낭만주의 문학의 선구자라는 명예를 지니고 있다. 이성주의에 만족할 수 없었던 독자들은 이 밖에도 영국이나 독일 등의 로맨틱한 문학으로 갈증을 면하기 시작하였다. 그리하여 18세기 말에는 낭만주의의 기초가 마련되어 있었던 것이다.
장르별(別)로 보면 서정시는 매우 부진하였다. 셰니에는 유일한 예외지만, 그의 작품도 19세기가 되어서야 인정을 받았다. 고전주의의 영향을 덜 받은 소설은 발달하였는데 특히 풍자소설은 우수한 것이 있다. 라클로나 사드 등의 소설도 지금에 이르러서는 어떤 의미에서 주목되고 있다. 극에는 고전극에 대한 디드로의 시민극(市民劇) 제창이 탁견(卓見)이었으나 실작(實作)이 따르지 아니하였다. 보마르셰가 프랑스 혁명 직전에 독특한 작풍으로 인기를 모았다.

## 남유럽
1681년 칼데론의 죽음과 함께 ‘황금세기’의 영광은 끝났다. 18세기초 에스파냐에는 부르봉가(家) 출신의 국왕이 들어와서, 에스파냐는 정치적으로나 문화적으로 완전히 프랑스에 종속되었다.
문예사조의 주류를 이룬 ‘신(新)고전주의’도 프랑스로부터 들어온 것이다. 비교적 주목을 끌었던 작가로서는 연극에 <아가씨가 승낙할 때>의 작자 레안드로 페르난데스 데 모라틴, 짧은 소극(笑劇)으로 실생활을 그린 라몬 데 라 크루스와 산문에서는 <모로코 통신>의 호세 카달소 등이 있고 이 밖에 우화시(寓話詩)를 쓴 사마니에고, 이리아르테 등이 있다.

## 러시아, 소련
17·18세기 전환기에 표트르가 차르(황제)의 권좌에 앉아서 적극적인 서구화 운동에 나섬으로써 ‘새로운 시대’, 즉 러시아적인 근대가 비롯된다.
급속도로 서구화하는 사회에서 문학의 세속화는 가속되었다. 교회와는 관계가 없는 잡지나 문학작품이 처음으로 인쇄되어 꽤 많은 독자를 얻게 되었다. 문학과 사회생활의 관계가 긴밀하여져 문학은 사회의 동태에 직접·간접으로 관여하기 시작했다.
물론 군사면이나 행정면에서의 서구적인 여러 제도의 도입은 표트르 대제의 치세 중에 거의 완료되었으나 문학세계의 서구화는 이것보다 다소 늦게 진행되었다. 가령 표트르 대제 시대를 반영하는 <바실리 코리오츠키의 이야기> 등은 아직 전대의 세상 이야기 범주를 벗어나지 못한 것이었다. 표트르 대제와 동시대의 문인으로서는 노브고로드의 대주교인 프로코포비치가 르네상스인(人)다운 박삭다재로서 알려졌을 뿐이다.
깊은 교양의 소유자로서 프랑스 문학의 소개와 자작의 풍자시에 의해 러시아 문학에 신풍(新風)을 주입시킨 것은 칸테미르(1708-1744)였다. 그에 이어서 트레자코프스키, 로모노소프, 수마로코프가 나타나 프랑스 문학의 압도적 영향 밑에 18세기 중엽에는 고전주의가 문학의 모든 장르를 지배하는 경향이 나타났다.
세계문학사에 있어 가장 화려한 1장을 형성하는 러시아 근대문학은 18세기 동안에 그 기초가 확립되었고, 또한 시분야에 있어서도 혁신이 일어나 새로운 시법이 성립되었으며 연극, 저널리즘이 이에 뒤따랐다.
산문, 즉 소설부문에서 새로운 경지를 개척한 것은 이 세기말에 등장하는 주정주의(主情主義) 작가들이다. 이성만능(理性萬能), 규범엄수에 대신하여 감정의 우위를 주장하는 주정주의의 한쪽 기수는 카람진이고, 다른 한쪽은 라디시체프에 의해 대표된다.

## 영국
1750년대에는 낭만주의적 경향이 나타나서 1780년대에 이르면 그것이 주류를 이루지만 전반적으로 18세기는 17세기 후반에 발달한 고전주의 문학을 계승, 발전시킨 시대라 할 수 있다.
문학의 목적은 ‘환희와 동시에 교훈을 부여하는 것’이라 생각하여 포프, 애디슨(1672-1719), 스위프트 등에서 볼 수 있는 인생비판과 사회풍자의 문학이 대세를 차지한다. 이성, 양식(良識), 진리, 현실성, 합리주의가 무엇보다 존중되어 서민의 계몽과 각 방면에 걸친 사회비평이 문인의 사명이 되고 있었다. 인간성은 시대와 환경을 초월하여 불변의 것이라는 신념으로, 개별성보다 일반성을 구현하는 문학을 더 높이 평가하였다. 또 국가는 개인의 생명, 자유, 재산에 대한 자유권을 보장해야만 한다고 설파하여 사법, 행정, 입법의 3권분립을 주장한 로크(1632-1704)의 정치사상은 왕권당(王權黨)과 민권당(民權黨)에 의한 정당정치의 확립, 중산계급의 발흥, 저널리즘의 발달 등과 관련하여 정치와 문학을 밀착시켰다.
일간신문은 1703년 처음으로 탄생하였으나 그 후 각종의 정기간행물이 이어서 나오게 되고, 특히 1711년에 애디슨과 스틸(1672-1729)에 의하여 창간된 <스펙테이터>는 건전한 유머와 우아한 필치로 전 시대부터의 방종한 풍습을 바로잡아 종교와 정치에는 관용을 역설하고 여성의 교양을 높이는 일을 염원하여 편견과 미신을 배척할 것을 논하여 오랫동안 이러한 종류 신문의 모범이 되었다.
중산계급의 발흥은 필연적으로 독자를 확대하는 것이 되어 디포, 리처드슨, 필딩, 스턴 등의 산문소설가를 배출하고, 내용도 가공적 낭만적인 것이 아닌 일상의 현실생활에서 취재한 성격묘사를 존중하는 사실적 근대소설이 나와서 그중 어떤 것은 대륙에서도 열광적으로 읽히었다.
이 세기 후반의 문단에 있어서 본산적(本山的) 존재인 존슨 박사는 그리스도교적 모랄리스트로서, 그의 문학관은 어디까지나 고전주의적이었고 새롭게 일어나고 있던 낭만주의 문학에 대하여는 동정과 이해가 결여되어 있었으나, 풍부한 학식과 인간성에 대한 깊은 통찰과 건전한 지혜를 나타냈다.
극단(劇壇)에서도 새로운 관객층을 획득하였는데, 세기의 전반에는 게이(1685-1732)의 풍자적 희극을 제외하고는 눈물 자아내는 권선징악적인 것이 많고, 후반에는 골드스미스(1728-1774), 셰리든(1751-1816)의 본격적인 희극과 릴로(1693-1739)의 가족비극(家族悲劇)이 특기할 만하고, 명우(名優)가 배출된 것에 비하여 극작가의 활동은 부진하였다.

## 독일
18세기는 유럽의 정신사상 계몽주의 시대라 불리고 그 사상은 계몽사상이라 지칭되고 있다.
근대의 계몽사상은 처음 영국에서 발생하여 프랑스에서 최고도로 발달하고 독일에도 파급되었는데 과연 ‘계몽’이란 어떠한 의미를 갖는 것인가. 이에 관해서는 18세기의 철학자 칸트의 다음과 같은 설명이 있다.
“계몽이란 인간이 자기 책임 하에 있는 미성년 상태에서 탈각하는 것이다. 미성년이란 남의 지도 없이는 자기의 지성을 발취할 능력이 없는 상태라는 뜻이며 또한 미성년 상태가 자기의 책임하에 있다는 것은 그런 상태의 원인이 지성의 결핍에 있는 것이 아니라, 남의 지도없이 지성을 발휘하려는 결의와 용기가 결핍되어 있음을 뜻한다는 것이다. 그런고로 ‘힘써 현명하여라!’ ‘네 자신의 지성을 발휘할 용기를 가져라!’고 하는 것이 계몽의 슬로건인 것이다.”
이것은 1784년에 발표된 칸트의 <계몽이란 무엇인가라는 문제에 대한 해답>이라는 논문의 서두에 있는 한 구절로 이에 의하면 참다운 ‘계몽’이란, 인간이 자기의 지성을 활용하여 용기를 가지고 외부로부터 주어지는 진리를 극복하는 것이라는, 적극적인 정신운동임에 틀림없다는 것이다. 결국 전통에 속박되지 않는 자유로운 합리적 지식을 보급하여 무지와 미신의 상태로부터 민중을 해방하고 그것에 의해 합리적·현세적인 근대 시민사회를 건설하려고 하는 생각, 이것이 즉 18세기의 계몽사상이라는 것이다.
따라서 계몽사상에는 사유의 합리성, 종교적·정치적 권력으로부터의 독립, 과거 특히 중세에 대한 관계의 비역사성(非歷史性), 낙천적, 사해동포적 등의 특색이 있다.
독일 계몽주의는 30년전쟁의 차질로 인해서 선진국보다 뒤떨어진 결과가 됐으나 라이프니츠의 예정조화설(豫定調和說)이나, 프리드리히 대왕의 전제 계몽주의 등을 출현케 하였다. 독일 문학도 이러한 시대사조의 권외에 있을 수는 없었다. 당시에 활약했던 문학가로서는 곳셰트(1700-66), 보트머(1698-1783), 브라이팅거(1707-76), 클롭슈토크, 하게도른(1708-1754), 게레르트(1715-69), 빌란트 외에 다수가 있다. 그러나 이중에서도 독일 계몽주의 문학의 기수라고 불리기에 알맞는 사람은 라이프치히 대학의 교수인 곳셰트였다. 그는 독일 계몽주의 철학자 볼프의 제자로 독일문법을 저술하고 사전 편찬에 주력하는 등 독일어 정리에 공헌하였을 뿐만 아니라 여우(女優)노이베린 등과 협력하여 독일 연극계의 향상에 힘을 기울여 그것을 시민의 교양을 얻는 광장으로 바꾸어 놓았다. 그러나 그 자신은 독창적 시재(詩才)를 갖고 있지 못하였으며 프랑스 고전주의 문학을 모범으로 삼은 그의 문학관은 합리주의에 치우쳐 시야가 좁고 정열이나 감정의 권리를 부정하였기 때문에 얼마 못 가서 비난을 받게 되었다.
반격자의 대표세력은 스위스의 보드머와 브라이팅거였다. 이 두 사람은 문학의 목적을 도덕의 교화와 오락에 두고 바로크적 난삽(難澁)을 배제하고 명석한 표현을 존중한 점에서는 계몽주의자에 속하나 문학의 세계에 비합리적인 요소를 허용하고 문학의 본질은 이성이 아니고 정서와 상상으로부터 우러나오는 것이라는 ‘공상(空想)’의 권리를 주장한 점에서 곳셰트와 근본적으로 대립하는 것이었다. 그 결과 곳셰트의 프랑스 취향이 무너지고, 영국문학이 독일문학에 도입되는 길이 트이게 됐다. 그들은 중세 독일문학에도 관심을 쏟아 그것을 간행하였다. 또 이 시대에는 전술한 곳셰트의 일파와 이와 부분적으로 대립을 보이는 스위스파(派) 외에 계몽적·교훈적인 시풍으로서 알려져 있는 슈나벨(1690-1750), 하라(1703-77), 브로케스(1680-1747) 등이 있으나, 이에 대항하여 차안(此岸)의 생활을 긍정하며, 생의 기쁨과 향락을 노래한 로코코 문학이 있어 전술한 하게도른, 게레르트 및 빌란트는 로코코 문학의 대표적 시인들로서 유명하다.

## 같이 보기
- 18세기 프랑스 문학
- 장편 소설
- 신고전주의
- 영문학
- 독일 문학